# Vouillé (Deux-Sèvres)
Vouillé é uma comuna francesa na região administrativa da Nova Aquitânia, no departamento de Deux-Sèvres. Estende-se por uma área de 22,3 km². Em 2010 a comuna tinha 3 418 habitantes (densidade: 153,3 hab./km²). INSEE]], com uma densidade de 129 hab/km².